# 吉田 (黒部市)
吉田（よしだ）は、富山県黒部市の地名。郵便番号は938-0005。黒部川の下流で、東岸の平坦地に位置する。また、海岸に沿って恵都古（えつこ）の砂丘がある。

## 歴史
1028年（長元元年）に、京都の吉田兼方の末孫法橋の次男である判官広重が、吉田右衛門と名乗り、当地に開拓したと伝えられ、村名になったと言われている。
江戸期以降は新川郡大三位郷のうち。加賀藩領。明治時代初期の大区小区制では、吉田は第一大区小四区に属していた。1889年（明治22年）には村椿村吉田と生地町吉田に分けられ、1940年（昭和15年）には桜井町に所属し、1954年（昭和29年）に黒部市の現行大字となる。生地町の吉田は、1954年（昭和29年）以降生地吉田となる。
1957年10月には吉田工業（現・YKK）の生地工場（現・黒部事業所）が着工され（同工場建設により14戸の農家が移転した）、1958年9月以降順次稼働開始した。なお、吉田工業の工場の所在地が吉田なのは偶然であり、前述の通り工場誘致に合わせて地名を改名したわけではない。

## 小・中学校の校区
市立小・中学校に通う場合、学区は以下の通りとなる。
| 番地 | 小学校                            | 中学校             |
| ---- | --------------------------------- | ------------------ |
| 全域 | 黒部市立村椿小学校 （一部を除く） | 黒部市立清明中学校 |

## 鉄道
- 生地駅（あいの風とやま鉄道線）

## 道路
- 富山県道2号魚津生地入善線

## 施設

### 公共施設
- 黒部市立村椿小学校
- 黒部市村椿保育所
- 黒部市吉田科学館

### 工場
- YKK黒部事業所
- YKK越湖事業所